# اریک اورهارد
اریک اورهارد (انگلیسی: Erik Everhard؛ زاده ۲ دسامبر ۱۹۷۶) بازیگر پورنوگرافی کانادایی است که برای فیلم‌های پورنوگرافی گانزو شناخته شده‌است. از فیلم‌هایی که وی در آن نقش داشته‌است، می‌توان به بریانا عاشق جینا اشاره کرد.